# Beat (Vorname)
Beat [ˈbe:at] ist ein männlicher Vorname, der vom lateinischen Wort beatus ‚der Glückselige‘ stammt und vor allem in der Schweiz gebräuchlich ist. Sein Namenstag ist der 9. Mai.

## Namensträger
- Beat (Bischof), Bischof von Urgell (850–857)
- Beat Arnold (1978–2021), Schweizer Politiker
- Beat Bolliger (1941–2008), Schweizer Koch
- Beat Brechbühl (* 1939), Schweizer Schriftsteller und Verleger
- Beat Breu (* 1957), Schweizer Radrennsportler
- Beat Curti (* 1937), Schweizer Unternehmer
- Beat Döbeli Honegger (* 1970), Schweizer Informatik-Didaktiker
- Beat Feuz (* 1987), Schweizer Skirennfahrer
- Beat Fischer (1641–1698), Gründer der Post in der alten Stadt und Republik Bern
- Beat Flach (* 1965), Schweizer Politiker
- Beat Forster (* 1983), Schweizer Eishockeyspieler
- Beat Föllmi (* 1965), Schweizer Musikwissenschaftler
- Beat Furrer (* 1954), österreichischer Komponist und Dirigent
- Beat Gerber (* 1982), Schweizer Eishockeyspieler
- Beat Graf (1933–2015), Schweizer Politiker
- Beat Hefti (* 1978), Schweizer Bobsportler
- Beat Hirt (1939–2024), Schweizer Journalist
- Beat Holdener (* 1960), Schweizer Musiker
- Beat Jans (* 1964), Schweizer Bundesrat
- Beat Jörg (* 1958), Schweizer Politiker
- Beat Kammerlander (* 1959), österreichischer Sportkletterer
- Beat Kappeler (Ökonom) (* 1946), Schweizer Sozialwissenschaftler und Publizist
- Beat Kappeler (Saxophonist) (* 1970), Schweizer Saxophonist
- Beat P. Kneubuehl (* 1944), Schweizer Mathematiker und Ballistiker
- Beat Knoblauch (1944–1975), Schweizer Grafiker
- Beat Marti (* 1972), Schweizer Schauspieler
- Beat Ludwig May (1697–1747), Schweizer Offizier und Politiker
- Beat Näf (* 1957), Schweizer Althistoriker
- Beat Presser (* 1952), Schweizer Fotograf
- Beat Raaflaub (* 1946), Schweizer Dirigent
- Beat Rieder (* 1963), Schweizer Politiker
- Beat Richner (1947–2018), Schweizer Kinderarzt und Musiker, auch bekannt als „Beatocello“
- Beat Rüttimann (1945–2025), Schweizer Medizinhistoriker
- Beat Anton Rüttimann (* 1967), Schweizer Ingenieur
- Beat Schlatter (* 1961), Schweizer Kabarettist und Schauspieler
- Beat Sterchi (* 1949), Schweizer Schriftsteller
- Beat Sutter (* 1962), Schweizer Fußballspieler
- Beat Tschümperlin (1954–2004), Schweizer Politiker
- Beat von Fischer (1901–1984), Schweizer Diplomat
- Beat von Scarpatetti (* 1941), Schweizer Historiker und Paläograph
- Beat Walti (* 1968), Schweizer Rechtsanwalt und Politiker
- Beat Weber  (* 1955), Schweizer Theologe und Sachbuchautor
- Beat Wittwer (* 1966), Schweizer Schauspieler
- Beat Wyss (* 1947), Schweizer Kunsthistoriker
- Beat Zberg (* 1971), Schweizer Radrennsportler
- Beat Zehnder (* 1966), Schweizer Formel-1-Ingenieur
- Beat Zoderer (* 1955), Schweizer Künstler
- Beat Fidel Zurlauben (1720–1799), letzter männlicher Nachkomme der Familie Zurlauben
- Beat Züger (1961–2023), Schweizer Schachspieler

## Varianten
- männlich: Beatus
- weiblich: Beate